# هشام كمال
هشام كمال (مواليد 1 يناير 1994، لاعب كرة قدم قطري يجيد اللعب في مركز الدفاع.

## مسيرة اللاعب
لعب في نادي السد و النادي الأهلي و نادي المرخية ونادي معيذر .

## روابط خارجية
- هشام كمال على موقع Soccerway.com (الإنجليزية)